# Morton County (Kansas)
Morton County je okres ve státě Kansas v USA. K roku 2010 zde žilo 3 233 obyvatel. Správním městem okresu je Elkhart. Celková rozloha okresu činí 1 891 km².